# Daylesford Spa Country Railway
| DRC40 im Bahnbetriebswerk von Daylesford |                        |                                   |                                   |
| Spurweite: | 1600 mm (Irische Spur) |                                   |                                   |
| |                        |                                   |                                   |
| \| \| \| Hauptstrecke Melbourne–Bendigo \| \| \| \| Carlsruhe \| \| \| \| Hauptstrecke Bendigo–Melbourne \| \| \| \| Tylden \| \| \| \| Fern Hill \| \| \| \| Trentham (geplante Verlängerung) \| \| \| \| Lyonville (geplante Verlängerung) \| \| \| \| Bullarto \| \| \| \| Musk \| \| \| \| Nebenstrecke Daylesford–Ballarat \| \| \| \| Daylesford \| |                        |                                   |                                   |
| Strecke |                        | Hauptstrecke Melbourne–Bendigo    | Hauptstrecke Melbourne–Bendigo    |
| ehemaliger Bahnhof |                        | Carlsruhe                         | Carlsruhe                         |
| Abzweig ehemals geradeaus und nach rechts |                        | Hauptstrecke Bendigo–Melbourne    | Hauptstrecke Bendigo–Melbourne    |
| Haltepunkt / Haltestelle (Strecke außer Betrieb) |                        | Tylden                            | Tylden                            |
| Haltepunkt / Haltestelle (Strecke außer Betrieb) |                        | Fern Hill                         | Fern Hill                         |
| Haltepunkt / Haltestelle (Strecke außer Betrieb) |                        | Trentham (geplante Verlängerung)  | Trentham (geplante Verlängerung)  |
| Haltepunkt / Haltestelle (Strecke außer Betrieb) |                        | Lyonville (geplante Verlängerung) | Lyonville (geplante Verlängerung) |
| Haltepunkt / Haltestelle Strecke bis hier außer Betrieb |                        | Bullarto                          | Bullarto                          |
| Haltepunkt / Haltestelle |                        | Musk                              | Musk                              |
| Abzweig geradeaus und ehemals von links |                        | Nebenstrecke Daylesford–Ballarat  | Nebenstrecke Daylesford–Ballarat  |
| Kopfbahnhof Streckenende |                        | Daylesford                        | Daylesford                        |

Die Daylesford Spa Country Railway, die anfangs von der Central Highlands Tourist Railway betrieben wurde, ist eine von Freiwilligen betriebene Breitspur-Museumseisenbahn mit 1600 mm Spurweite in Victoria, Australien. Sie benutzt einen zuvor bereits stillgelegten und abgebauten Streckenabschnitt der Bahnstrecke Daylesford–Carlsruhe und betreibt zurzeit (2015) Züge von Daylesford nach Bullarto.

## Geschichte

### Ära der Victorian Railways
Die Strecke wurde ursprünglich in zwei Schritten in Betrieb genommen: Am 16. Februar 1880 von der Abzweigung von der Hauptstrecke in Carlsruhe bis nach Trentham und zwei Monate später, am 17. März 1880 für den Rest der Strecke zwischen Trentham und Daylesford. Die Strecke hatte anfangs ein bedeutendes Güter- und Personenverkehrsaufkommen mit 50.000 Fahrgästen im Jahr 1884. Aber das Verkehrsaufkommen und der Zustand der Strecke verschlechterten sich in den kommenden 70 Jahren, bis der Personenverkehr 1978 von Omnibussen übernommen wurde.

### Wiedereröffnung als Museumseisenbahn
Die Central Highlands Tourist Railway wurde 1980 gegründet, um die Eisenbahnlinie wieder in Betrieb zu nehmen. Nach einigen Jahren der Wiederherstellungsarbeiten fuhren Schienenbusse von einer vorläufigen Endhaltestelle im Wombat State Forest in der zweiten Hälfte der 1980er Jahre. Am 15. September 1990 begann der Zugbetrieb zwischen Daylesford und Musk. Ein weiterer Streckenabschnitt wurde am 17. März 1997 wieder in Betrieb genommen, so dass die Züge bis Bullarto fahren konnten. Weil der Bahnhof zuvor bereits abgerissen worden war, musste ein neuer Bahnsteig und ein temporäres Portakabin-Bahnhofsgebäude errichtet werden. Im Jahr 2002 änderte die Betreibergesellschaft ihren Namen von Central Highlands Tourist Railway in Daylesford Spa Country Railway.
Am Abend des 23. Februar 2009 haben Wald- und Flächenbrände (bushfires) bei Daylesford 1,6 km des Gleises durch den Wombat State Forest zerstört, wobei etwa 2000 Schwellen angebrannt sind, die Schienen sich verzogen und die letzten in Victoria verbliebenen breitspurigen Rindviehtransportwagen verbrannten. Danach fuhr die Museumseisenbahn nur noch auf den 1,7 km der unbeschädigten Strecke. Die nötigen Reparaturen wurden auf 250.000 AU$ veranschlagt.
Im August 2010 wurde der Fahrbetrieb bis Musk wieder aufgenommen, nachdem die beschädigte Strecke instand gesetzt worden war, und der restliche Streckenabschnitt bis Bullarto wurde im Dezember 2013 wieder in Betrieb genommen.

## Rollmaterial

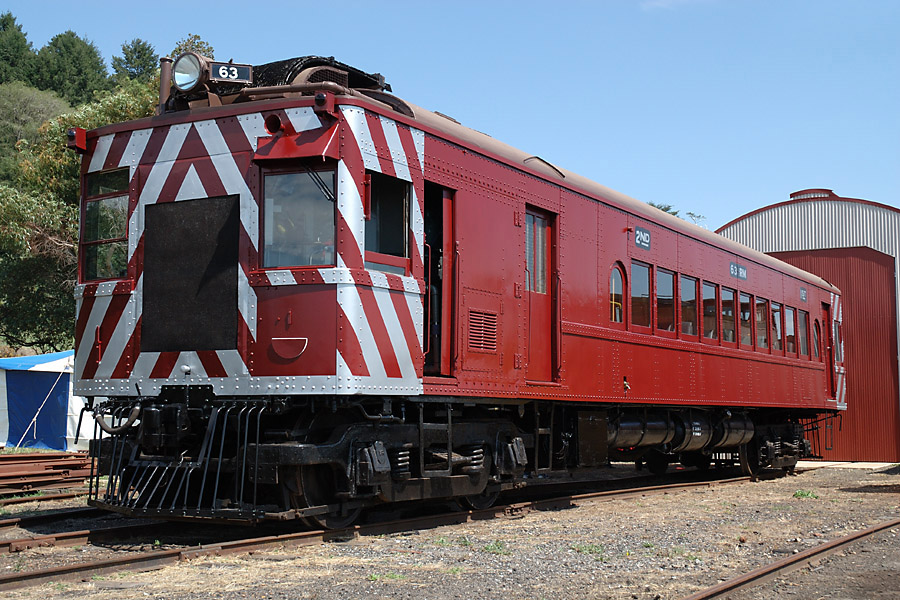
DERM 63RM im Februar 2007 nach einer vierjährigen Generalüberholung

- Leyland railmotor 53RM, wird langfristig restauriert.
- Diesel electric railmotor DERM RM63, betriebsbereit.
- 26MT, ein Anhänger für den DERM, betriebsbereit.
- Schienenbus DRC40, betriebsbereit.
- 102 hp Walker railmotor 7RM, wird langfristig restauriert.
- 153 hp Walker railmotor 32RM, wird restauriert.
- 280 hp Walker railmotor 91RM, betriebsbereit.
- 280 hp Walker railmotor 82RM, eingelagert als Ersatzteilspender für den 91RM.
- Walker Anhänger 56MT
- Diesellokomotive Y159 der Y-Klasse.
- RM74 passenger mail motor 74, wird restauriert.

## Derzeitiger Betrieb und Expansionspläne

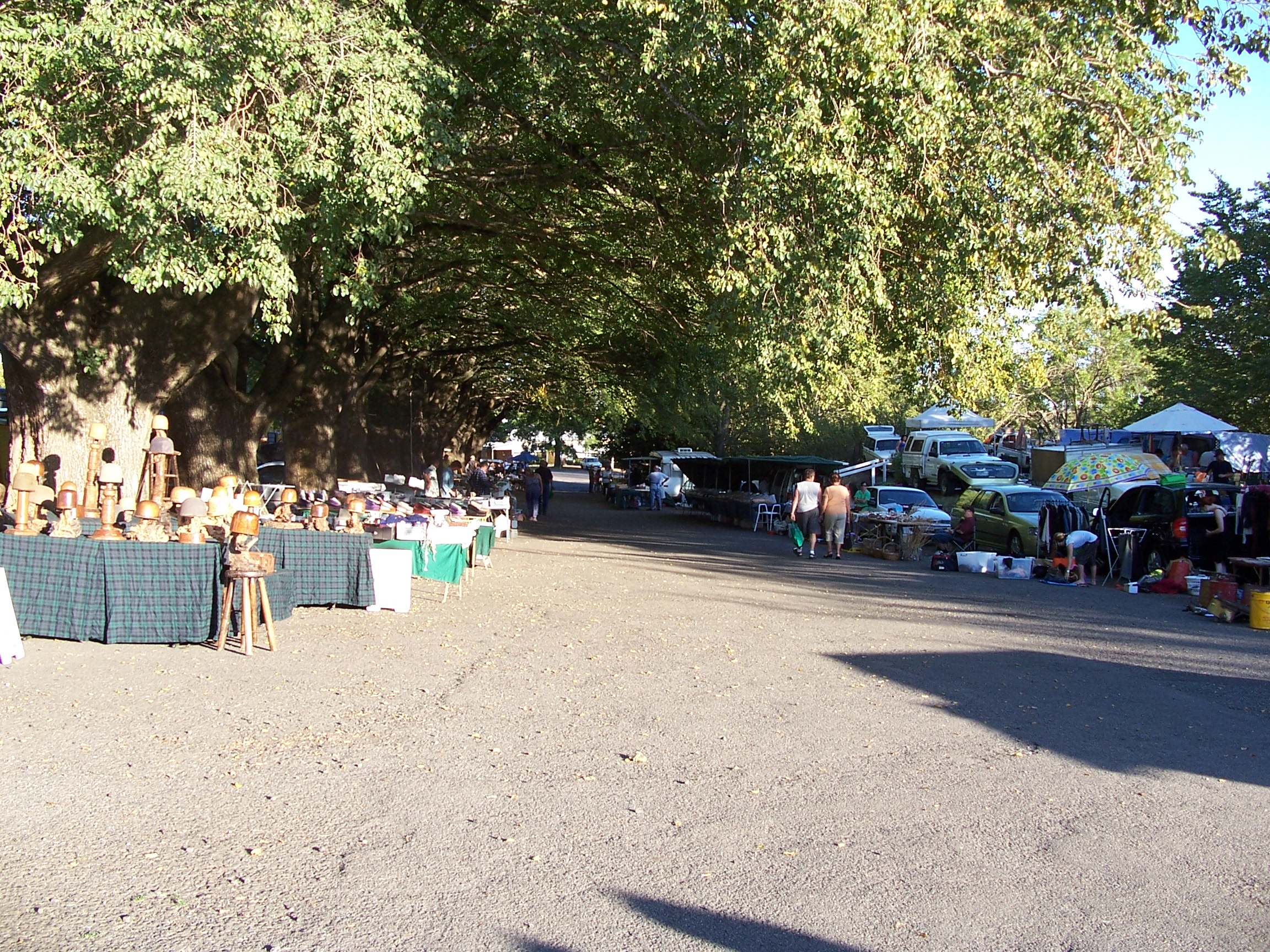
Sonntagsmarkt am Bahnhof von Daylesford

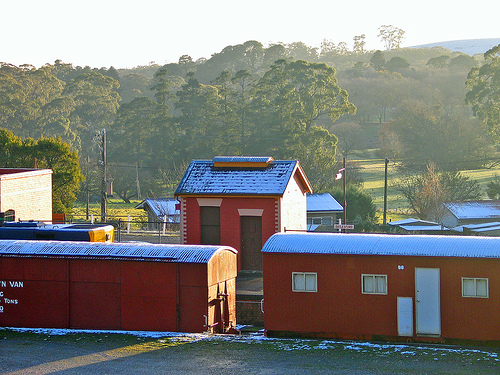
Bahnhof Daylesford im Juli 2007

Die Eisenbahn verkehrt an allen Sonntagen mit sechs fahrplanmäßigen Fahrten von Daylesford nach Bullarto und zurück. Am ersten Samstagabend jedes Monats verkehrt der Silver Streak Champagne Train. Die Eisenbahner veranstalten außerdem einen werbewirksamen Sonntagsmarkt am Bahnhof, dessen Erlös der Eisenbahn zugutekommt.